# Tour Stock
La tour Stock (en polonais Wieża Więzienna = donjon tour) à Gdańsk a été construite au début du XIVe siècle sur le marché du charbon dans le cadre des fortifications de la ville droite de Dantzig. Avec la Peinkammertor, elle formait l'ouvrage défensif de la rue Longue.
L'architecte de la ville Heinrich Ungeradin a réalisé le premier agrandissement. Il a construit une tour avec un passage et une cour rectangulaire à côté de la Langgasser Tor. La tour fut encore agrandie en 1379-1382 et 1416-1418. 1506-1509 Heinrich Hetzel construit un autre étage avec une accolade. Michael Enkinger a couronné la tour d'un toit de tente et de tourelles d'angle élancées. Le toit de la tente a été brûlé pendant le siège de Dantzig par le roi polonais Étienne Báthory en 1577.
La tour Stock a été reconstruite vers 1594 par Anton van Obberghen. Lorsqu'elle perdit son importance dans le cadre des fortifications de Danzig en 1604, elle fut transformée en prison. Le bâtiment abrite le musée de l'ambre comme branche du musée d'histoire de la ville de Gdansk.

## Source
- Otto Kloeppel : Le Paysage urbain de Gdansk en 3 siècles de sa grande histoire, Danzig, 1937